# Cerianthidae
A Cerianthidae a virágállatok (Anthozoa) osztályának a csőanemónák (Ceriantharia) rendjébe ezen belül a Spirularia alrendjébe tartozó család.
A WoRMS adatai szerint 72 elfogadott faj tartozik ebbe a korallcsaládba.

## Rendszerezés
A rendbe az alábbi 19 család tartozik:
- Anthoactis Leloup, 1932 - 3 faj
- Apiactis Beneden, 1897 - 3 faj
- Bursanthus Leloup, 1968 - 1 faj
- Ceriantheomorphe Carlgren, 1931 - 2 faj
- Ceriantheopsis Carlgren, 1912 - 3 faj
- Cerianthus Delle Chiaje, 1830 - 20 faj; típusnem
- Engodactylactis Leloup, 1942 - 1 faj
- Isodactylactis Carlgren, 1924 - 8 faj
- Nautanthus Leloup, 1964 - 1 faj
- Pachycerianthus Roule, 1904 - 15 faj
- Paradactylactis Carlgren, 1924 - 1 faj
- Parovactis Leloup, 1964 - 1 faj
- Peponactis Van Beneden, 1897 - 1 faj
- Plesiodactylactis Leloup, 1942 - 1 faj
- Sacculactis Leloup, 1964 - 1 faj
- Solasteractis Van Beneden, 1897 - 1 faj
- Synarachnactis Carlgren, 1924 - 2 faj
- Syndactylactis Carlgren, 1924 - 6 faj
- Trichactis Leloup, 1964 - 1 faj